# Tratamiento de aguas residuales agrícolas

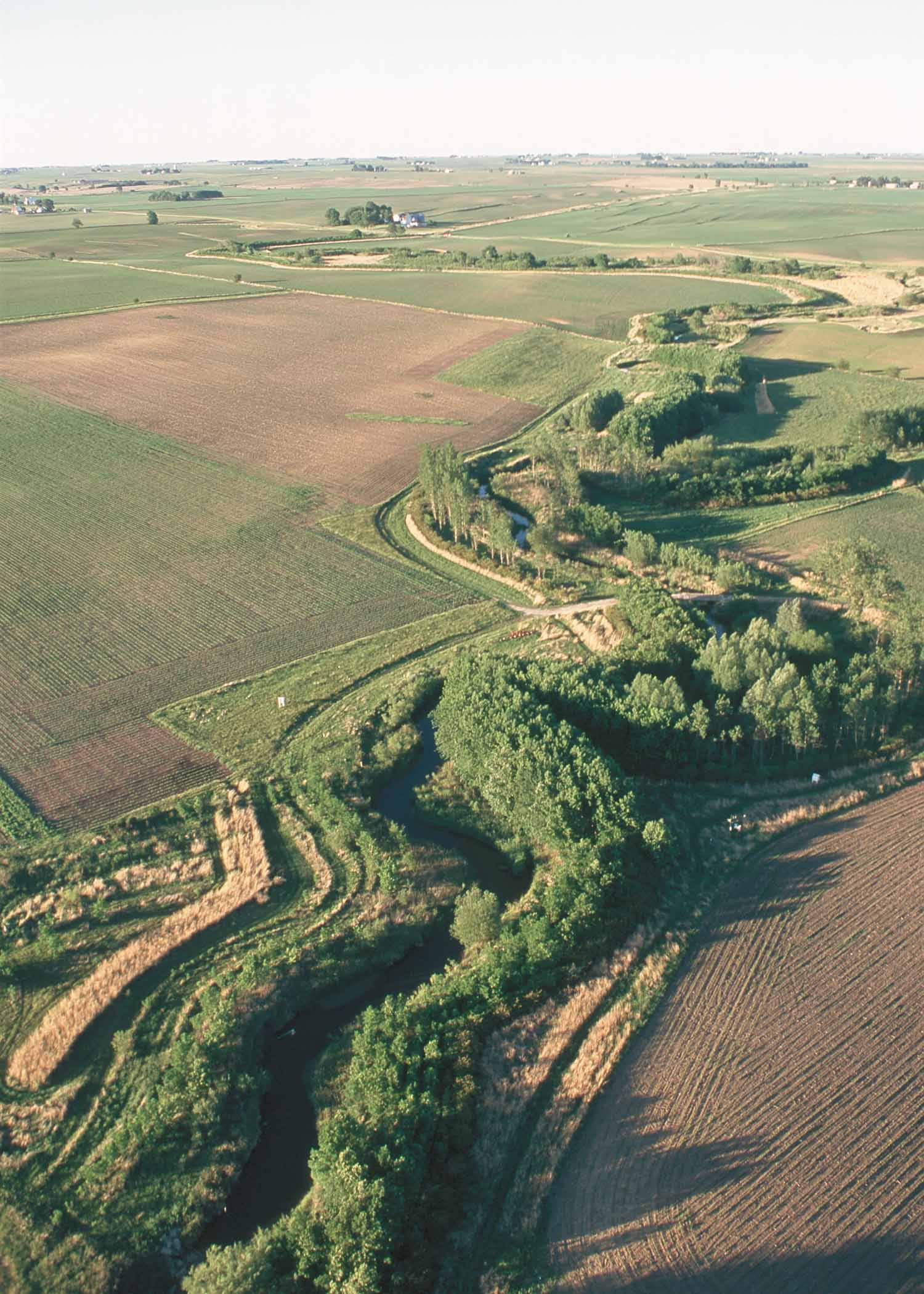
Un tampón ribereño en Iowa, Estados Unidos.

El tratamiento de aguas residuales agrícolas es un tema de investigación en ciencias agrícolas que busca formas de controlar la contaminación por escorrentía superficial. Esto puede ocasionar que el agua se contamine con productos químicos como fertilizantes, pesticidas, estiércol de animales, residuos de cultivos o agua de riego.

## Contaminación de fuentes no puntuales
La contaminación de fuentes no puntuales de las granjas es causada por la escorrentía superficial de los campos durante las tormentas de lluvia. La escorrentía agrícola es una fuente importante de contaminación, en algunos casos la única fuente, en muchas cuencas hidrográficas.

### Escorrentía de sedimentos

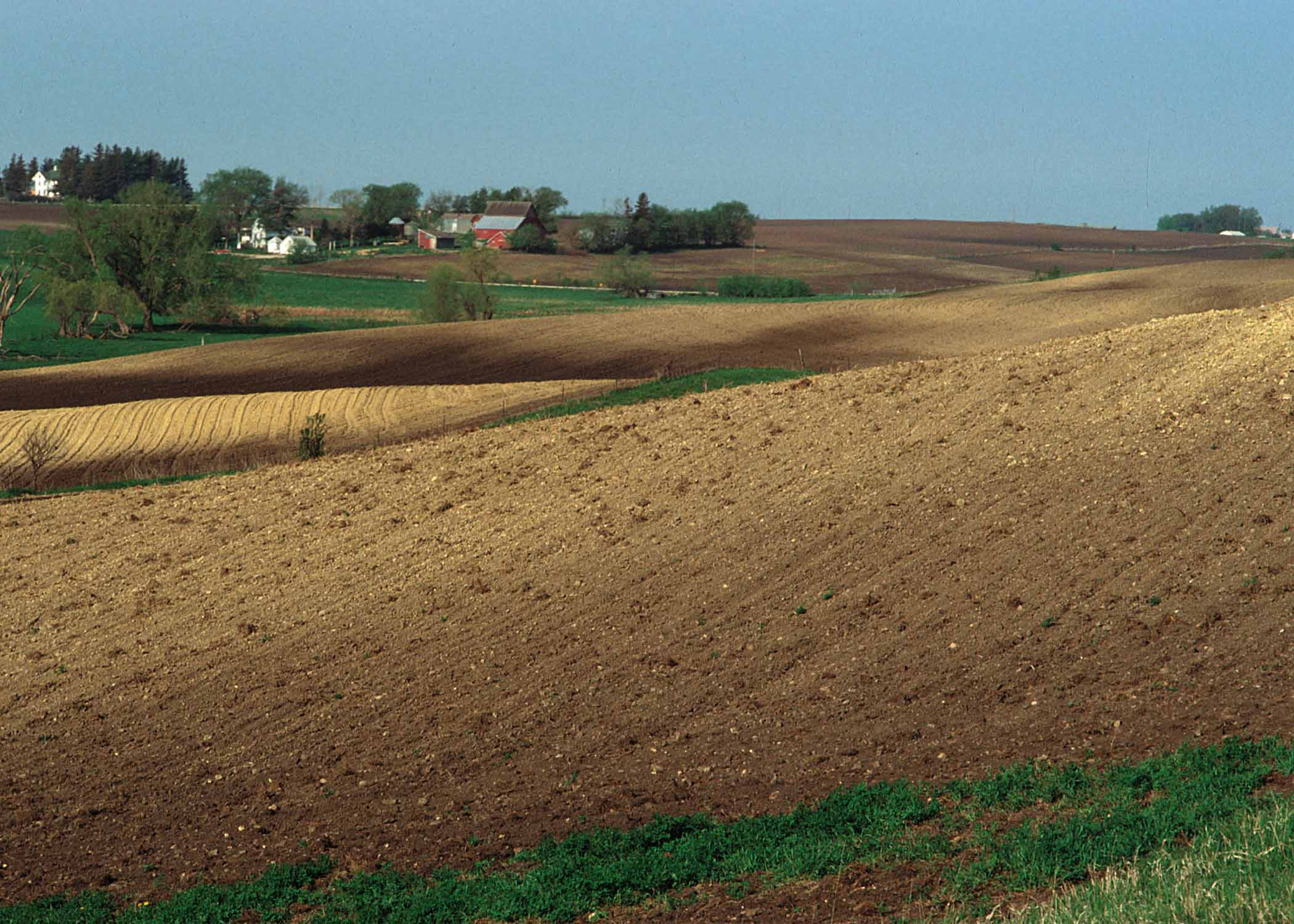
Suelos altamente erosionables en una granja en Iowa

El suelo lavado de los campos es la mayor fuente de contaminación agrícola en los Estados Unidos. El exceso de sedimento causa altos niveles de turbidez en los cuerpos de agua, lo que puede inhibir el crecimiento de las plantas acuáticas, obstruir las branquias de los peces y sofocar las larvas de los animales.
Los agricultores pueden utilizar controles de erosión para reducir los flujos de escorrentía y retener el suelo en sus campos. Las técnicas comunes incluyen:
- arado de contorno[2]
- mantillo de cultivos[3]
- la rotación de cultivos
- plantar cultivos perennes
- Instalación de amortiguadores ribereños.[4] : pp. 4-95–4-96

### Escorrentía de nutrientes

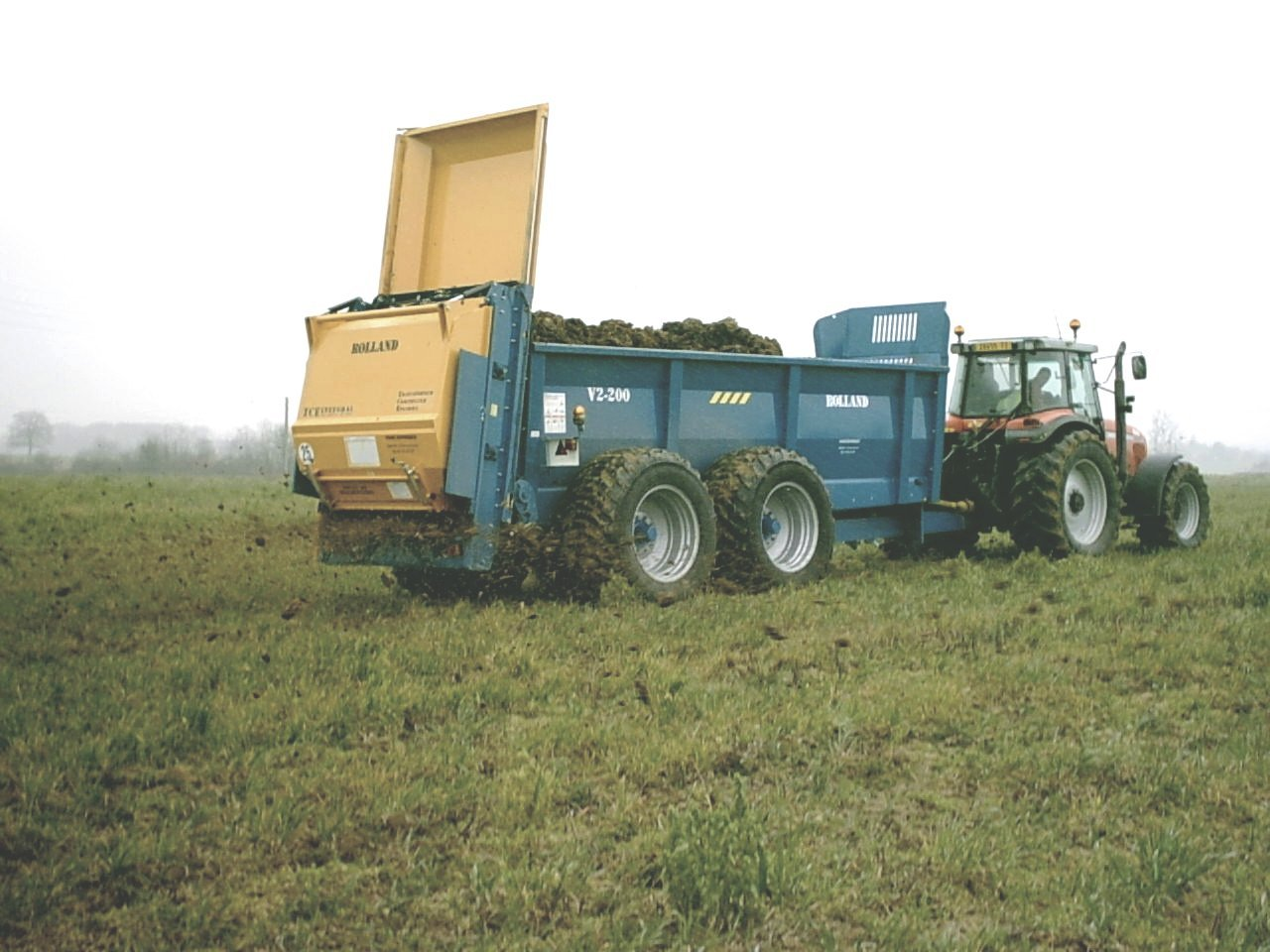
Propagador de estiércol

El nitrógeno y el fósforo son contaminantes clave que se encuentran en la escorrentía, y se aplican a las tierras de cultivo de varias maneras, como en forma de fertilizantes comerciales, estiércol animal o aguas residuales municipales o industriales (efluentes) o lodos. Estos productos químicos también pueden entrar en la escorrentía de los residuos de los cultivos, el agua de riego, la vida silvestre y la deposición atmosférica. : p. 2–9 
Los agricultores pueden desarrollar e implementar planes de manejo de nutrientes para mitigar los impactos en la calidad del agua:
- mapeo y documentación de campos, tipos de cultivos, tipos de suelos, cuerpos de agua
- desarrollar proyecciones de rendimiento de cultivos realistas
- realización de pruebas de suelo y análisis de nutrientes de estiércol y/o lodos aplicados
- identificar otras fuentes importantes de nutrientes (p. ej., agua de riego)
- evaluar características importantes del campo, tales como suelos altamente erosionables, drenajes subterráneos y acuíferos poco profundos.
- aplicando fertilizantes, abonos y/o lodos basados en objetivos de rendimiento realistas y utilizando técnicas agrícolas de precisión.[4] : pp. 4-37–4-38 [5]

### Pesticidas

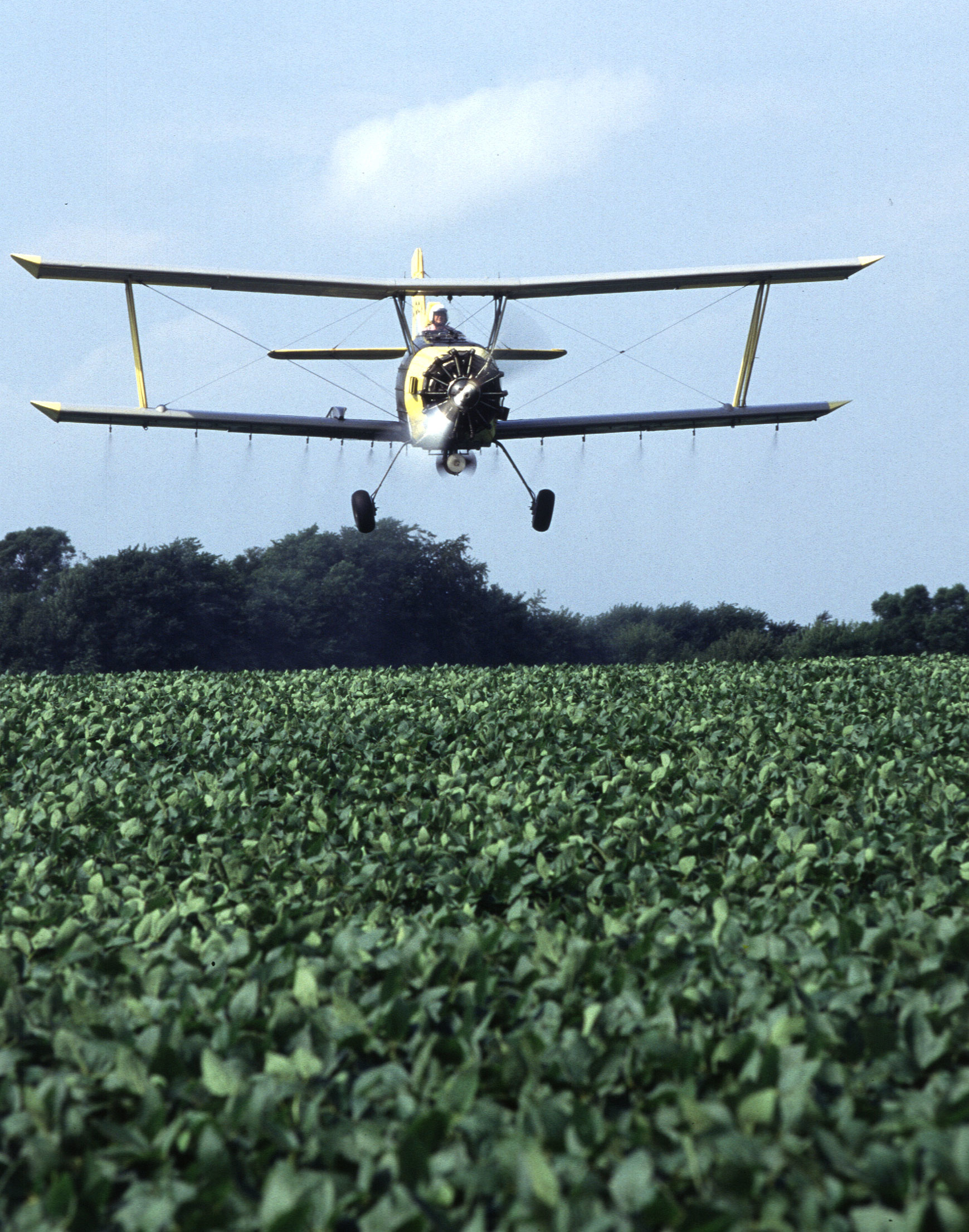
Aplicación aérea (fumigación de cultivos) de pesticidas sobre un campo de soja en los Estados Unidos.

Los pesticidas son ampliamente utilizados por los agricultores para controlar las plagas de las plantas y mejorar la producción, pero los pesticidas químicos también pueden causar problemas de calidad del agua. Los pesticidas pueden aparecer en las aguas superficiales debido a:
- aplicación directa (por ejemplo, pulverización aérea o difusión sobre cuerpos de agua)
- escorrentía durante tormentas de lluvia
- deriva aérea (desde campos adyacentes).[6] : p.2–22

Algunos pesticidas también se encuentran en las aguas subterráneas. : p.2–24 
Los agricultores pueden usar técnicas de Manejo Integrado de Plagas (MIP) (que pueden incluir el control biológico de plagas) para mantener el control sobre las plagas, reducir la dependencia de pesticidas químicos y proteger la calidad del agua.
Existen pocas formas seguras de eliminar los excedentes de pesticidas, aparte de la contención en vertederos bien administrados o por incineración. En algunas partes del mundo, la fumigación en tierra es un método de eliminación permitido.

## Contaminación de fuente puntual
Las granjas con grandes operaciones ganaderas y avícolas, como las granjas industriales, pueden ser una fuente importante de aguas residuales de fuente puntual. En los Estados Unidos, estas instalaciones se denominan operaciones concentradas de alimentación animal u operaciones confinadas de alimentación animal y están sujetas a una creciente regulación gubernamental.

### Desechos animales

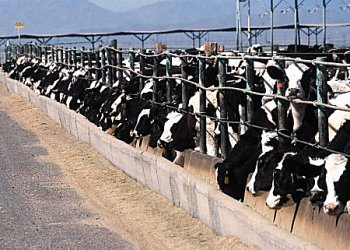
Operación de alimentación de animales confinados en los Estados Unidos

Los componentes del agua residual animal típicamente contienen:
- Fuerte contenido orgánico: mucho más fuerte que las aguas residuales humanas.
- Alta concentración de sólidos.
- Alto contenido de nitrato y fósforo.
- Antibióticos.
- Hormonas sintéticas.
- A menudo, altas concentraciones de parásitos y sus huevos.
- Esporas de Cryptosporidium (un protozoo) resistente a los procesos de tratamiento de agua potable.
- Esporas de Giardia.
- Bacterias patógenas humanas como Brucella y Salmonella.

Los desechos animales del ganado pueden ser producidos como estiércol sólido o semisólido o como una suspensión líquida. La producción de purines es especialmente común en ganado lechero alojado.

#### Tratamiento
Mientras que los montones de estiércol sólido en el exterior pueden dar lugar a aguas residuales contaminantes debido a la escorrentía, este tipo de desechos generalmente es relativamente fácil de tratar mediante la contención y/o la cobertura del montón.
Las lechadas de animales requieren un manejo especial y, por lo general, se tratan mediante contención en lagunas antes de su eliminación mediante pulverización o aplicación por goteo en los pastizales. Los humedales artificiales a veces se utilizan para facilitar el tratamiento de los desechos animales, al igual que las lagunas anaeróbicas. La aplicación excesiva o la aplicación a tierra empapada o área de tierra insuficiente puede resultar en escorrentía directa a los cursos de agua, con el potencial de causar una contaminación severa. La aplicación de lodos a los acuíferos suprayacentes puede provocar contaminación directa o, más comúnmente, elevación de los niveles de nitrógeno como nitrito o nitrato.
La eliminación de cualquier agua residual que contenga desechos animales aguas arriba de una toma de agua potable puede plantear serios problemas de salud a quienes beben el agua debido a las esporas altamente resistentes presentes en muchos animales que son capaces de causar enfermedades incapacitantes en los humanos. Este riesgo existe incluso para filtraciones de muy bajo nivel a través de desagües superficiales poco profundos o de la escorrentía de lluvia.
Algunas lechadas de animales se tratan mezclándolas con paja y se compostan a alta temperatura para producir un estiércol bacteriológicamente estéril y friable para mejorar el suelo.

### Residuos de cerdos

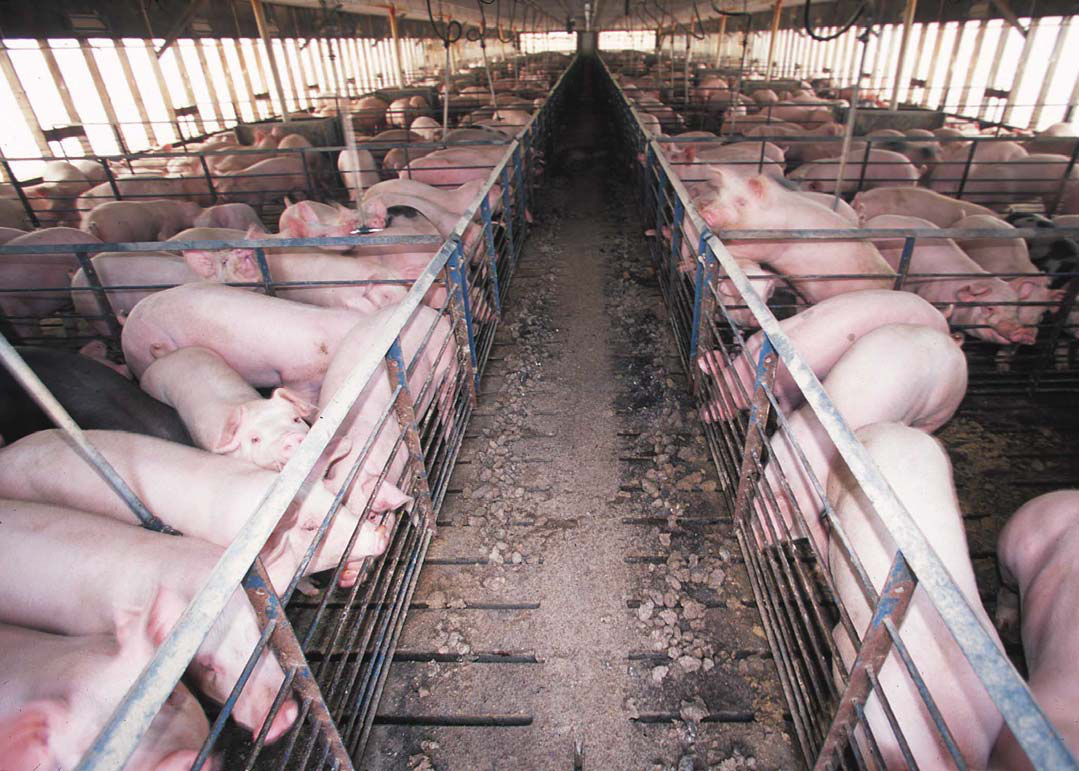
Establo de cerdos.

Los desechos de la pocilga son comparables a otros desechos animales y se procesan como los desechos animales generales, excepto que muchos desechos de la pocilga contienen niveles elevados de cobre que pueden ser tóxicos en el medio ambiente natural. La fracción líquida de los desechos se separa con frecuencia y se reutiliza en la pocilga para evitar los costos prohibitivos de eliminar el líquido rico en cobre. Las lombrices ascaridas y sus huevos también son comunes en los desechos de cerdos y pueden infectar a los humanos si el tratamiento de las aguas residuales no es efectivo.

### Licor de ensilaje
La hierba fresca o marchita u otros cultivos verdes se pueden convertir en un producto semi fermentado llamado ensilaje que se puede almacenar y utilizar como forraje de invierno para el ganado vacuno y ovino. La producción de ensilaje a menudo implica el uso de un acondicionador ácido como el ácido sulfúrico o el ácido fórmico. El proceso de fabricación del ensilaje produce con frecuencia un líquido amarillo-marrón con olor fuerte que es muy rico en azúcares simples, alcohol, ácidos orgánicos de cadena corta y acondicionador de ensilaje. Este licor es una de las sustancias orgánicas más contaminantes conocidas. El volumen de licor de ensilaje producido es generalmente proporcional al contenido de humedad del material ensilado.

#### Tratamiento
El licor de ensilaje se trata mejor a través de la prevención marchitando los cultivos mucho antes de hacer el ensilaje. Cualquier licor de ensilaje que se produzca puede usarse como parte del alimento para cerdos. El tratamiento más efectivo es mediante la contención en una laguna de lodo y la posterior diseminación en tierra luego de una dilución sustancial con lodo. La contención del licor de ensilaje por sí solo puede causar problemas estructurales en los pozos de concreto debido a la naturaleza ácida del licor de ensilaje.

### Residuos de la sala de ordeñe (ganadería lechera)
Aunque la leche es un producto alimenticio importante, su presencia en aguas residuales es altamente contaminante debido a su resistencia orgánica, que puede conducir a una desoxigenación muy rápida de las aguas receptoras. Los desechos de la sala de ordeñe también contienen grandes volúmenes de agua de lavado, algunos desechos animales junto con productos químicos de limpieza y desinfección.

#### Tratamiento
Los desechos de la sala de ordeñe a menudo se tratan mezclados con aguas residuales humanas en una planta local de tratamiento de aguas residuales. Esto asegura que los desinfectantes y agentes de limpieza estén suficientemente diluidos y sean susceptibles de tratamiento. La posibilidad de ordeñar aguas residuales en una laguna de lodos agrícolas es una opción posible, aunque tiende a consumir la capacidad de la laguna muy rápidamente. La extensión de la tierra también es una opción de tratamiento.

### Residuos de matanza
Las aguas residuales de las actividades de matanza son similares a los desechos de la sala de ordeñe (ver arriba), aunque son considerablemente más fuertes en su composición orgánica y, por lo tanto, son potencialmente mucho más contaminantes.

#### Tratamiento
Similar a los implementados en los desechos de la sala de ordeñe.

### Agua de lavado vegetal
El lavado de vegetales produce grandes volúmenes de agua contaminada por tierra y pedazos de vegetales. Los niveles de pesticidas utilizados para tratar las verduras también pueden estar presentes junto con niveles moderados de desinfectantes como el cloro.

#### Tratamiento
La mayoría de las aguas de lavado de vegetales se reciclan ampliamente con los sólidos eliminados por asentamiento y filtración. El suelo recuperado puede ser devuelto a la tierra.

### Agua contra incendios
Aunque pocas granjas planean incendios, los incendios son, sin embargo, más comunes en granjas que en muchas otras instalaciones industriales. Las tiendas de pesticidas, herbicidas, aceite combustible para maquinaria agrícola y fertilizantes pueden ayudar a promover el fuego y pueden estar presentes en cantidades ambientalmente letales en el agua del fuego de la lucha contra incendios en las granjas.

#### Tratamiento
Todos los planes de gestión ambiental de la granja deben permitir la contención de cantidades sustanciales de agua contra incendios y su posterior recuperación y eliminación por parte de empresas especializadas en su eliminación. La concentración y la mezcla de contaminantes en el agua de fuego los hacen inadecuados para cualquier método de tratamiento disponible en la granja.